# Henryk Piątkowski (pułkownik)
Henryk Piątkowski (ur. 18 stycznia 1947 w Horodle) – pułkownik dyplomowany Wojska Polskiego, komendant główny Żandarmerii Wojskowej.

## Życiorys
Urodził się 18 stycznia 1947 w Horodle, w rodzinie robotniczej. W 1966 roku, po ukończeniu Liceum Ogólnokształcącego w Mińsku Mazowieckim. W tym samym roku został przyjęty do Oficerskiej Szkoły Wojsk Zmechanizowanych im. Tadeusza Kościuszki we Wrocławiu. 
W 1969 roku rozpoczął zawodową służbę wojskową. Dowodził plutonem i kompanią w Ośrodku Szkolenia Wojskowej Służby Wewnętrznej im. Feliksa Dzierżyńskiego w Mińsku Mazowieckim. W latach 1975–1978 był słuchaczem Akademii Sztabu Generalnego im. gen. broni Karola Świerczewskiego w Rembertowie. Po ukończeniu akademii rozpoczął pracę dydaktyczną na stanowisku wykładowcy i starszego wykładowcy Cyklu Prewencji Oddziału Szkolenia Centralnego Ośrodka Szkolenia WSW, a następnie Centrum Szkolenia WSW w Mińsku Mazowieckim. W latach 1985–1986 był słuchaczem Podyplomowego Studium Organizacji i Zarządzania w ASG w Rembertowie.
W 1990, po rozformowaniu Wojskowej Służby Wewnętrznej, kontynuował służbę i pracę dydaktyczną na stanowisku kierownika Cyklu Porządkowego Wydziału Szkolenia Ośrodka Szkolenia Żandarmerii Wojskowej w Mińsku Mazowieckim.
11 marca 1992 roku minister obrony narodowej Jan Parys wyznaczył go na stanowisko komendanta głównego Żandarmerii Wojskowej i awansował na pułkownika. W kwietniu 1993 roku objął stanowisko zastępcy komendanta Wojskowej Akademii Medycznej im. gen. dyw. Bolesława Szareckiego w Łodzi. W 2003 roku zakończył służbę wojskową.
Jest żonaty, ma dwoje dzieci.

## Ordery i odznaczenia
- Krzyż Kawalerski Orderu Odrodzenia Polski – 9 sierpnia 2000 roku „za wybitne zasługi w umacnianiu suwerenności i obronności kraju”[2]